# Gliptoteca de Múnich
La Gliptoteca de Múnich es un museo de arte griego y romano de la ciudad de Múnich, en Baviera (Alemania). El museo fue encargado originalmente por el rey bávaro Luis I para albergar su colección de esculturas de dichas épocas. Fue diseñado por Leo von Klenze en el estilo neoclásico y construido entre 1816 y 1830. Actualmente, el museo forma parte del Kunstareal.

## Historia
La Gliptoteca fue encargada por el príncipe heredero (luego rey) Luis I de Baviera junto con otros proyectos, como la vecina Königsplatz y el edificio que alberga la Colección Estatal de Antigüedades Griegas y Romanas, como un monumento a la antigua Grecia. Luis tenía la visión de una «Atenas alemana» en la que se recordaría la antigua cultura griega, e hizo construirla frente a las puertas de Múnich.
La disposición del complejo de la Königsplatz fue diseñada por los arquitectos Karl von Fischer y Leo von Klenze en 1815, ordenándola este en el estilo de un foro, con la Gliptoteca en el lado norte. Las paredes del museo fueron adornadas con coloridos frescos y estucos realizados por distinguidos artistas, tales como Peter von Cornelius y Wilhelm von Kaulbach.
En los pocos años entre 1806 y la apertura del museo en 1830, Luis completó una de las mejores colecciones de esculturas grecorromanas de la época. A través de sus agentes logró adquirir piezas tales como la Medusa Rondanini, el Fauno Barberini y, en 1813, las figuras del Templo de Afea en Egina.
La Segunda Guerra Mundial no destruyó muchas de las obras de arte de la Gliptoteca, aunque desafortunadamente los frescos no sobrevivieron y solo unos pocos ladrillos pintados eran visibles tras la reapertura del museo en 1972.

## Arquitectura
El museo fue diseñado en el estilo clásico grecoitaliano. El pórtico es jónico y los muros exteriores contienen nichos, en los que se ubican 18 esculturas originales romanas y griegas, seis en cada pared (salvo la trasera). El interior es abovedado.
El museo fue construido originalmente todo de mármol. Sin embargo, en la Segunda Guerra Mundial quedó destruido. El edificio reconstruido no es tan hermoso como el original: las columnas jónicas se dejaron sin terminar, no estando acanaladas, y algunas esculturas quedaron también sin hacer. Además, se usó mucho menos mármol, lo que resulta evidente desde dentro, donde se aprecian las paredes compuestas de ladrillo rojo y pintadas para dar un efecto de mármol. Los frescos que decoraban los muros también se perdieron.

## Colecciones
La Gliptoteca contiene esculturas datadas desde el periodo arcaico (c. 650 a. C.) hasta la época romana (c. 550 d. C.).

### Época Arcaica(700–490a.C.)
Entre las esculturas más famosas de esta época están el Kuros de Múnich (estatua de un adolescente del Ática, c. 540 a. C.), el Kuros de Tenea (estatua de un adolescente de Corinto, c. 560 a. C.) y las estatuas del templo de Afea en Egina. De estas últimas hay de hecho dos conjuntos de esculturas parecidas en la Gliptoteca. Cuando los arqueólogos excavaron el yacimiento de Egina, descubrieron ambos grupos, y más tarde se pensó que el templo original fue destruido durante la guerra del Peloponeso, erigiéndose poco después otro templo en su lugar. Los griegos no se habrían molestado en limpiar la zona, dejando los restos del templo original enterrados en el mismo sitio.

### Época Clásica(490–323a.C.)
Las escultura más famosas de este periodo son el Retrato de Homero (460 a. C.), la Estatua de Diomedes (430 a. C.), la Medusa Rondanini (440 a. C.), la Estela funeraria de Mnésareté (380 a. C.), la Estatua de Eirene (370 a. C.), el Alejandro Rondanini (c. 338 a. C.) y el Ilioneus (c. 320 a. C.).

### Época Helenística(323–146a.C.)
La escultura más famosa representativa de este periodo es el Fauno Barberini (220 a. C.). 
Entre las copias romanas famosas de esculturas griegas están el Niño con ganso (c. 250 a. C.) y la Mujer ebria (atribuida a Mirón, c. 200 a. C.).

### Esculturas romanas (150a.C.–550d.C.)
La Gliptoteca alberga una gran colección de bustos romanos, estando entre los más famosos los de los emperadores Augusto (c. 40 d. C.), Nerón (65 d. C.), Septimio Severo (200 d. C.) y su esposa Julia Domna (195 d. C.).
También pueden encontrarse aquí otras esculturas notables. Esta colección se complementa con las terracotas y bronces de la Staatliche Antikensammlungen (‘Colección Estatal de Antigüedades Griegas y Romanas’), que está ubicada frente a la Gliptoteca.

## Galería de imágenes

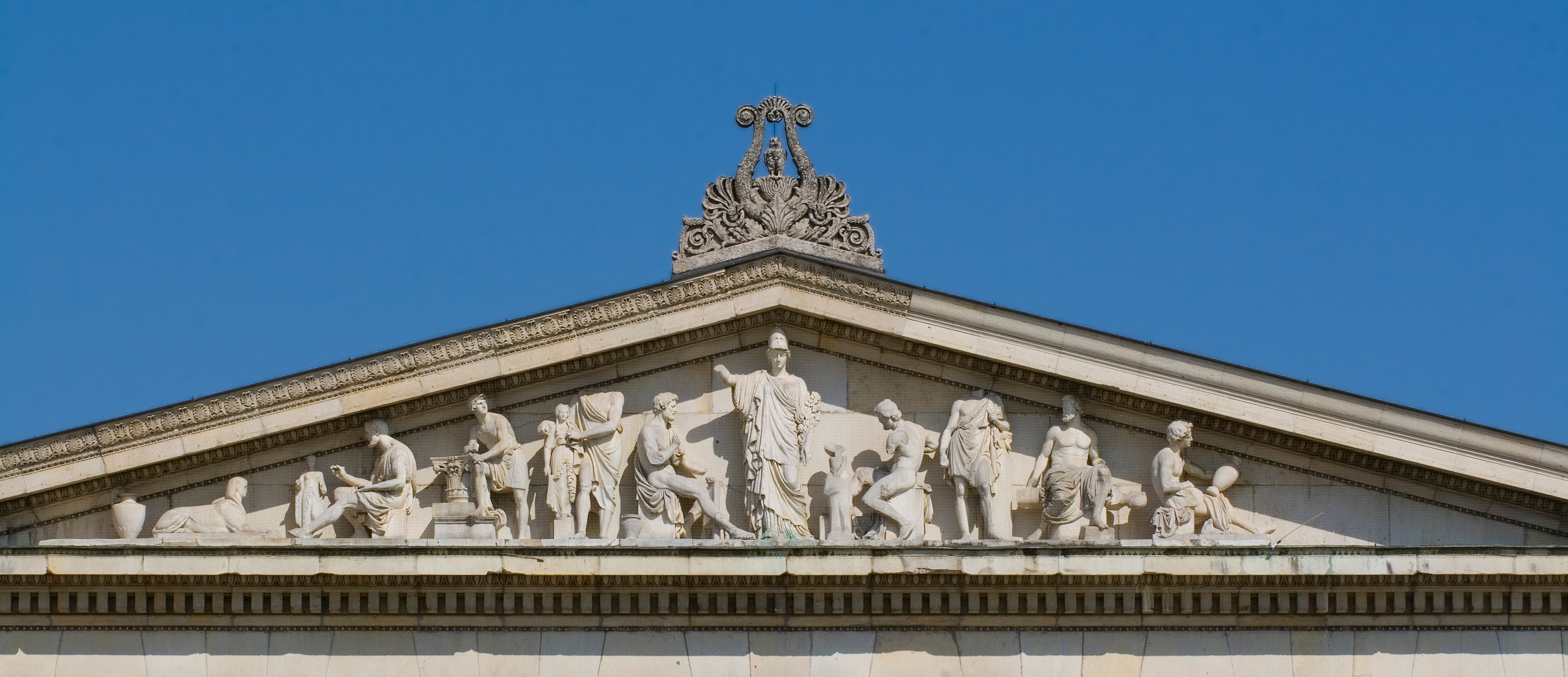
Detalle del frontón.
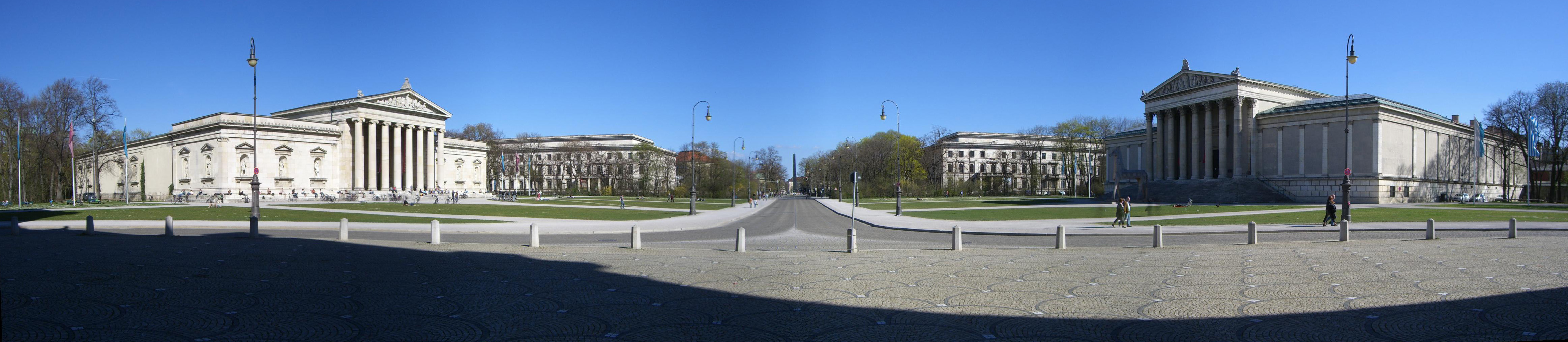
La Plaza Real de Múnich con la Gliptoteca a la derecha y la Colección Estatal de Antigüedades a la izquierda desde los Propileos.
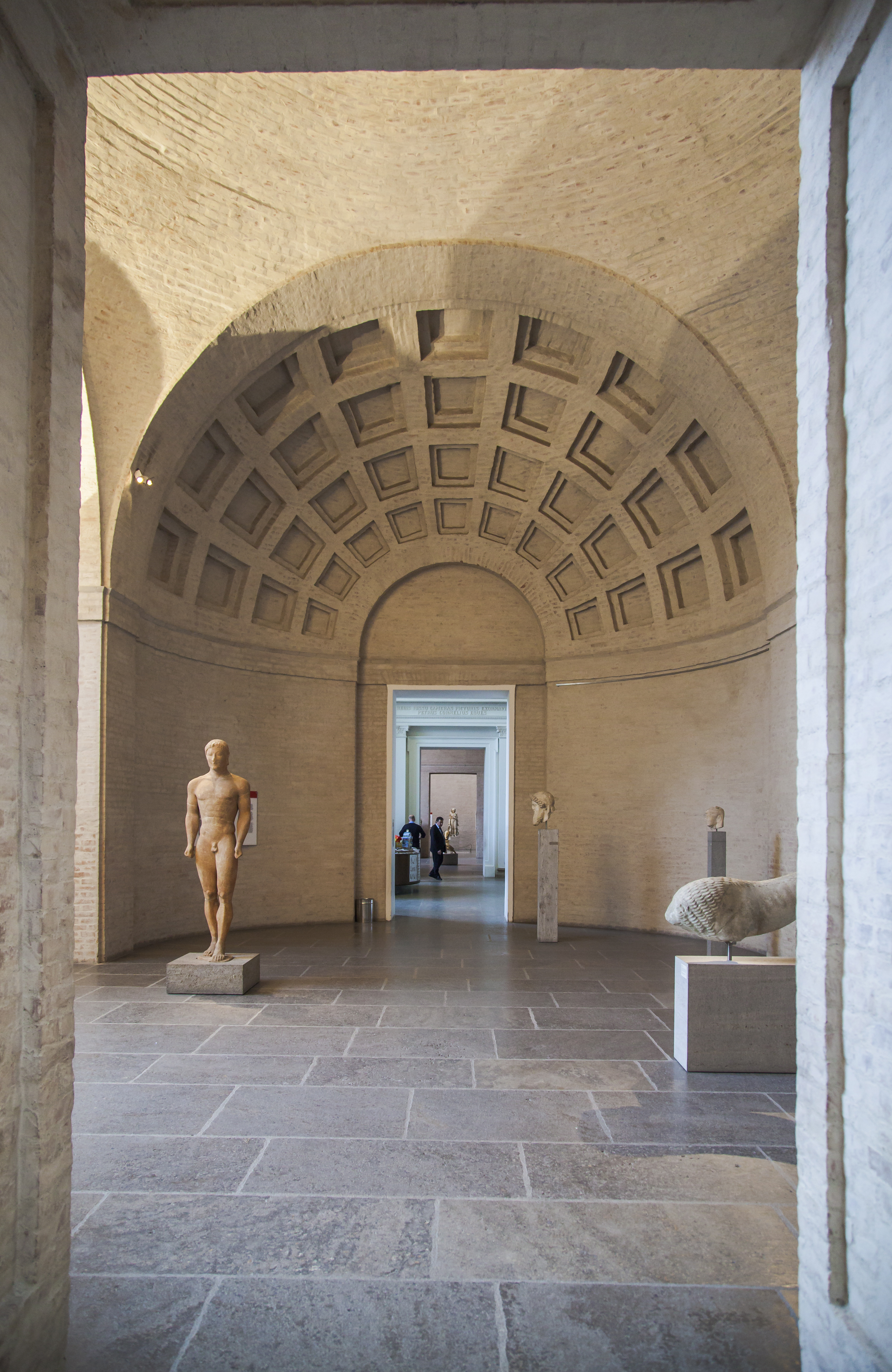
Vista de una sala.
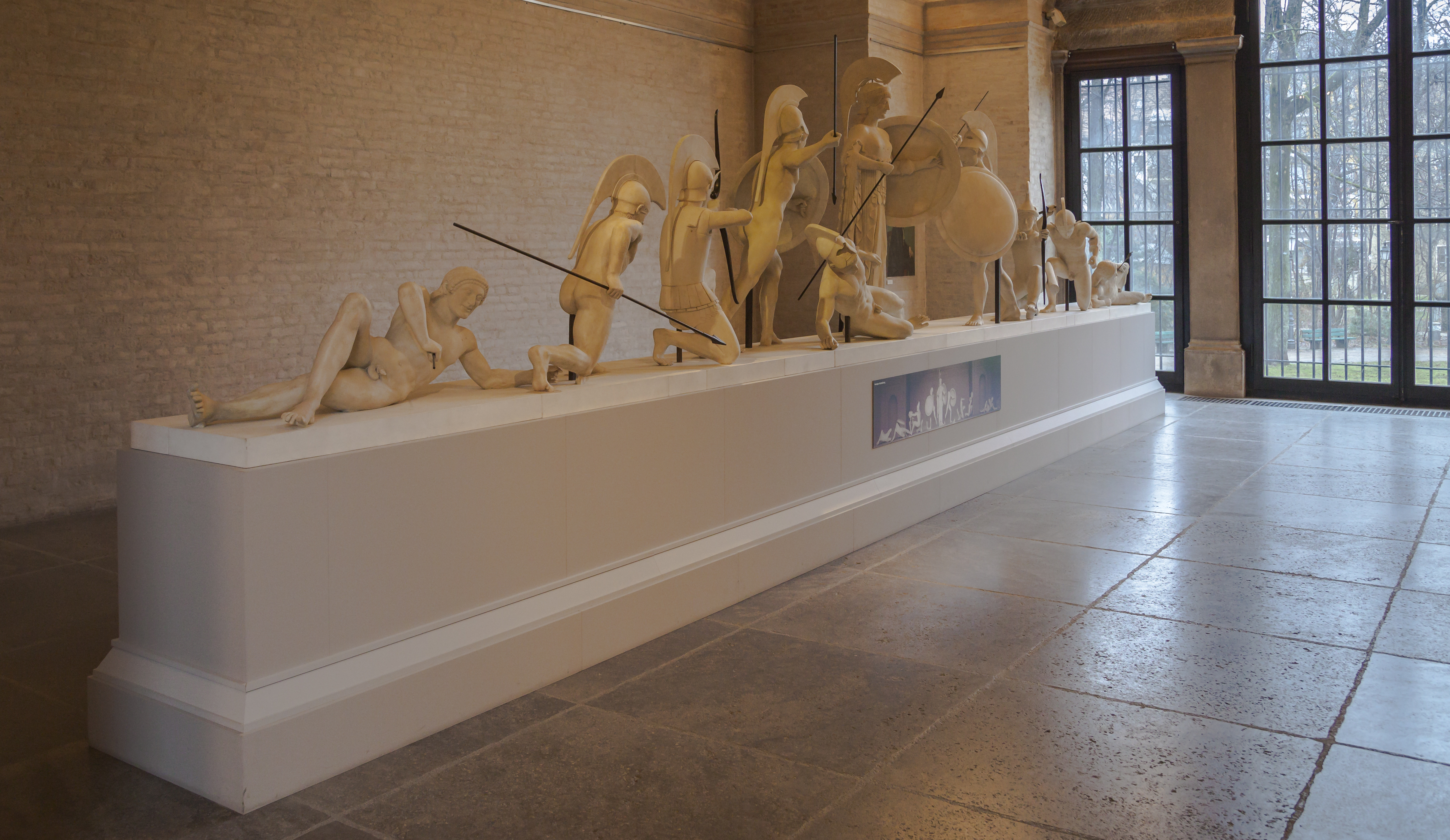
Figuras del templo de Afaya.
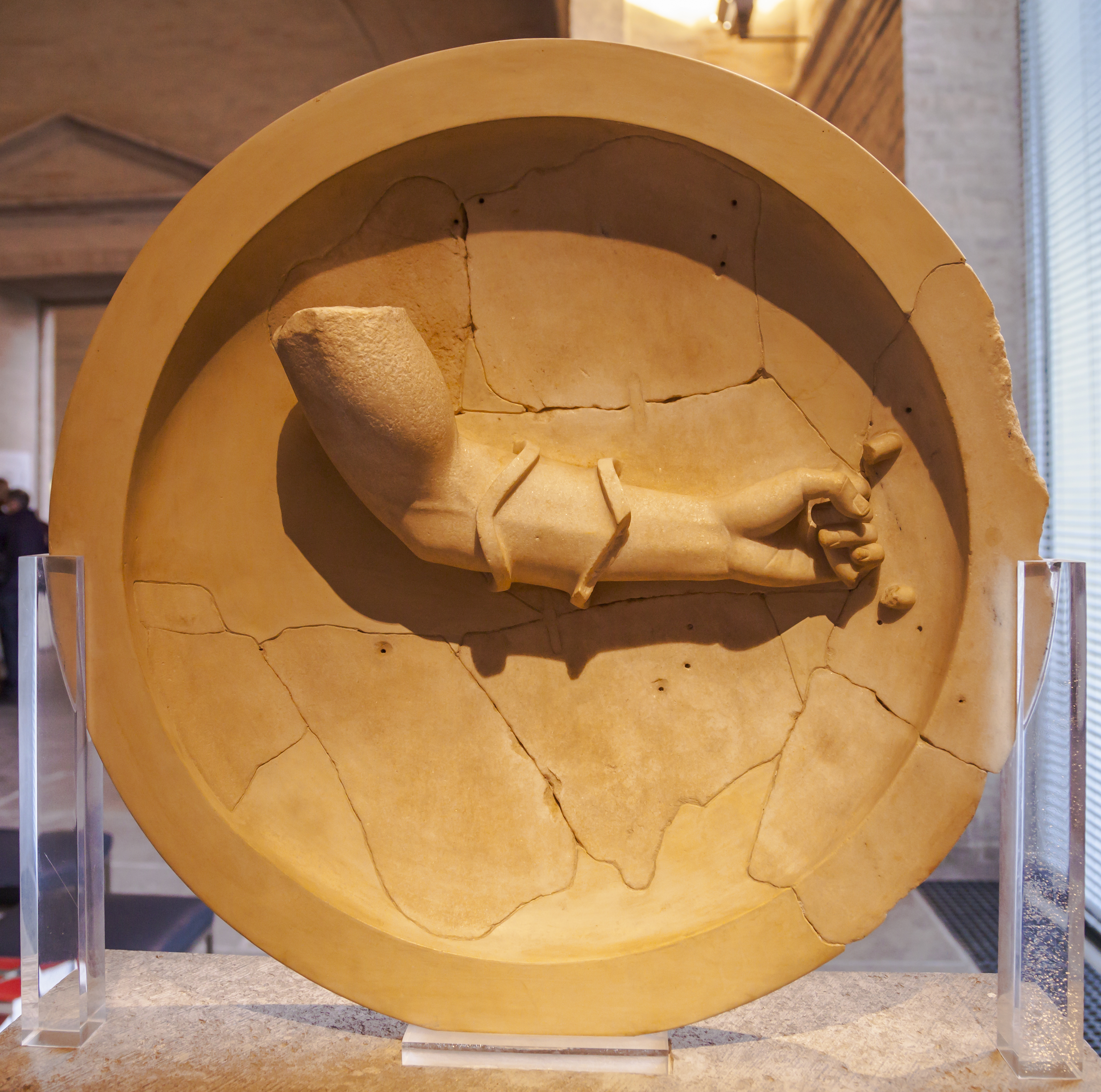
Escudo y brazo del frontón del templo de Afaya.
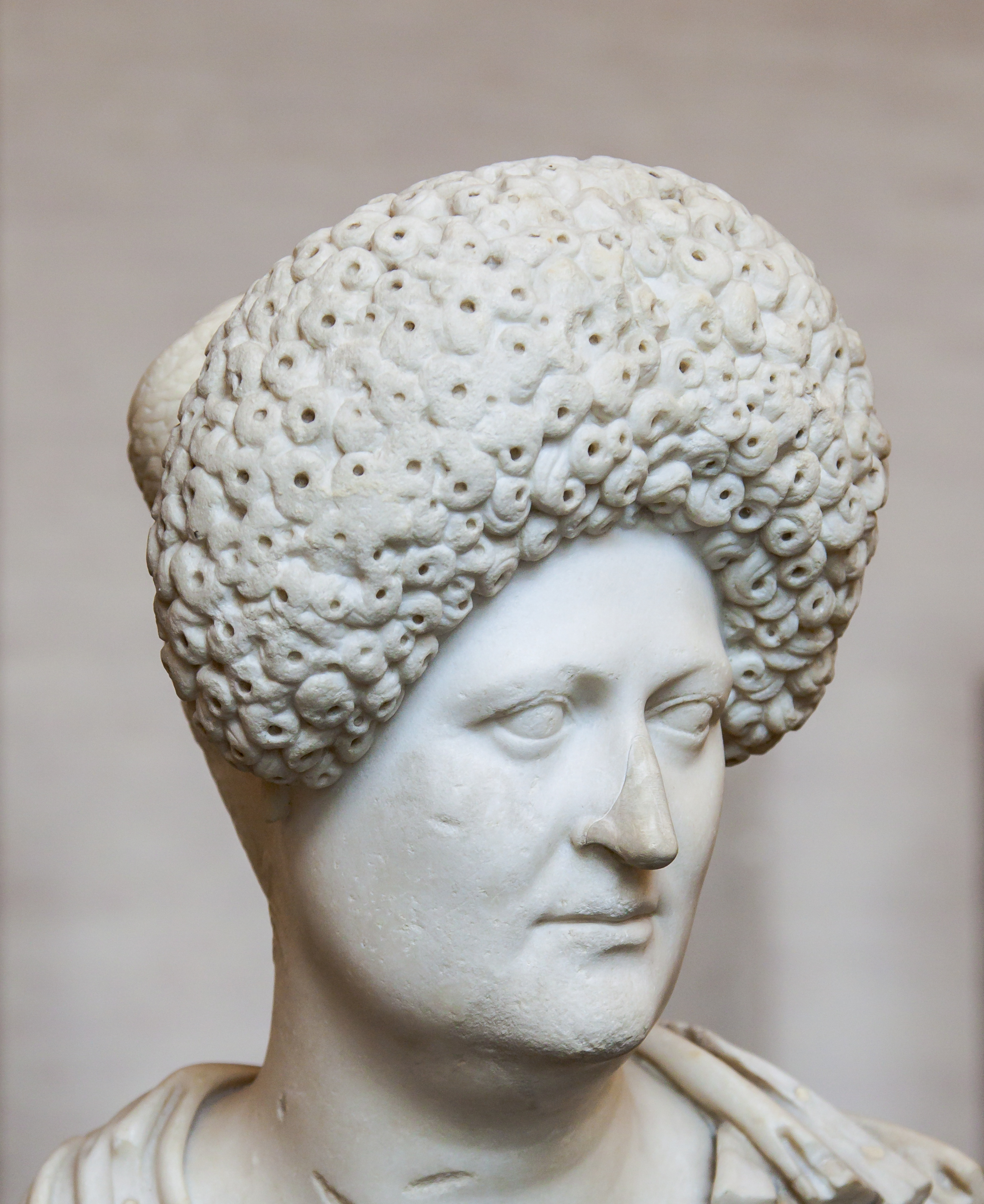
Busto de mujer romana.
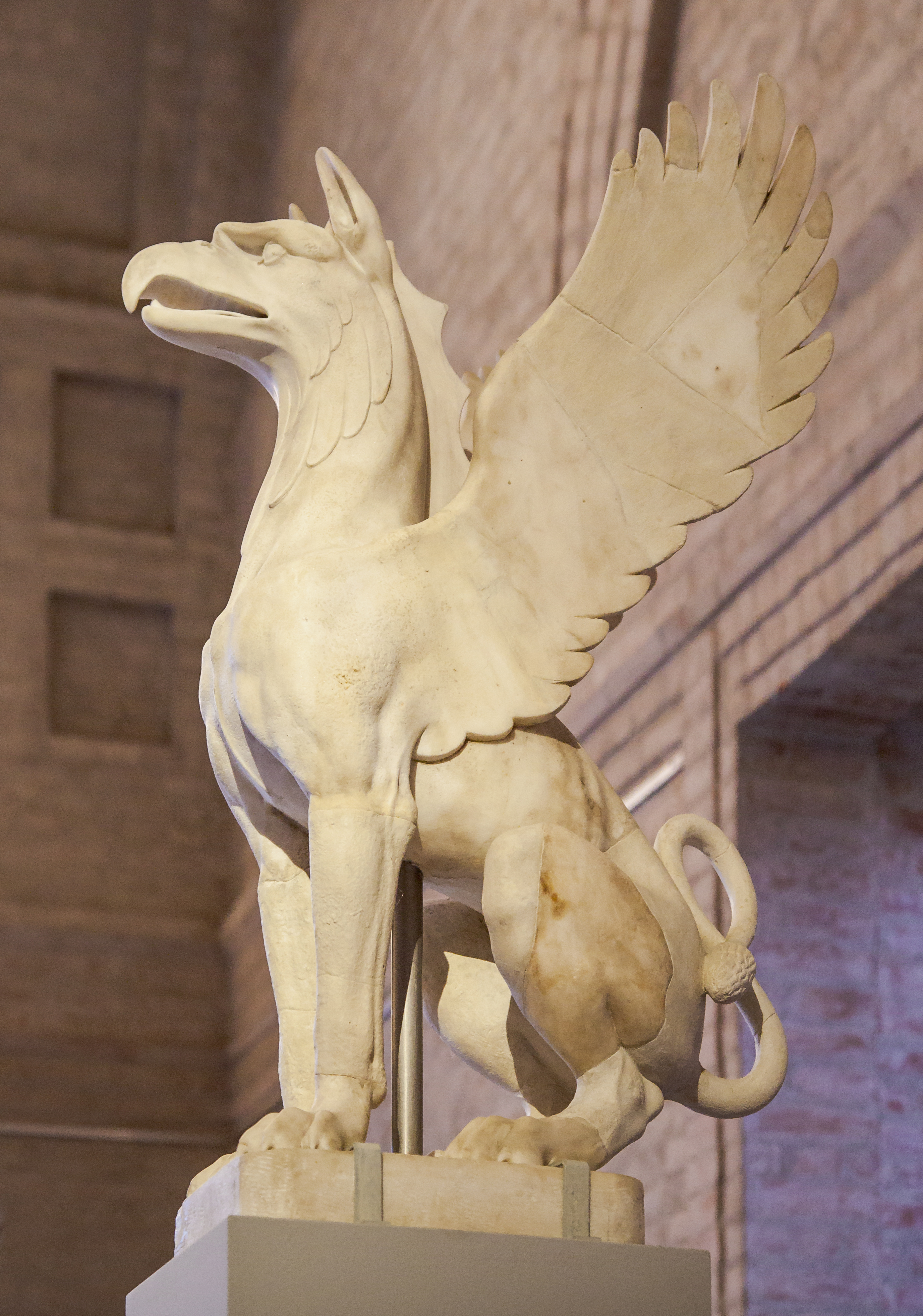
Esfinge.
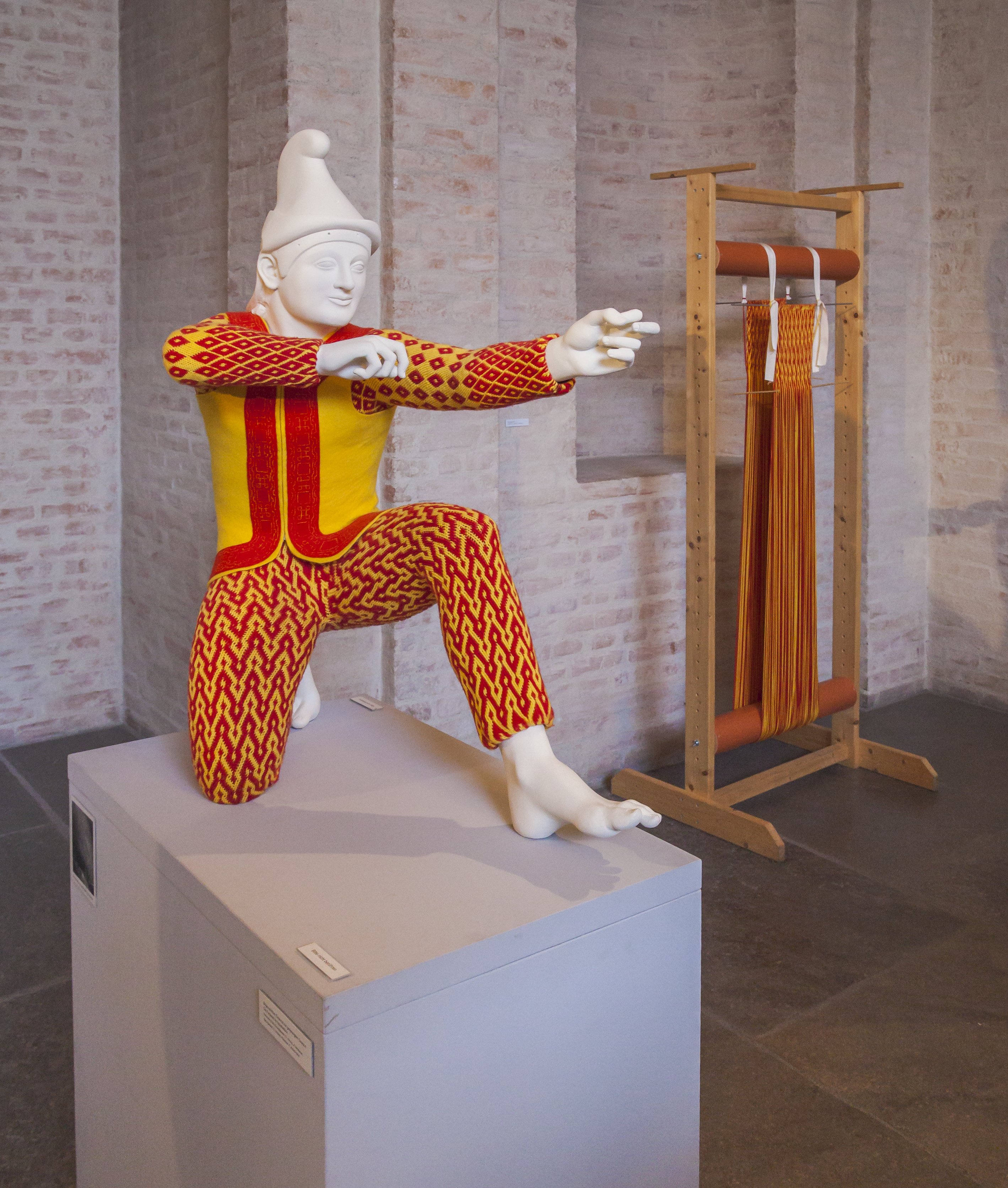
Arquero del frontón del templo de Afaya